# Выборы в Новгородскую областную думу (2021)
Выборы депутатов Новгородской областной думы седьмого созыва прошли в Новгородской области 17—19 сентября одновременно с выборами в Государственную думу РФ, завершившись в единый день голосования 19 сентября 2021 года.
Выборы проходили согласно смешанной избирательной системе: избиралось 12 депутатов по партийным спискам с установленным для них 5-процентным барьером и 20 депутатов по одномандатным округам (где побеждает кандидат, набравший большинство голосов). Срок полномочий депутатов — 5 лет.
Число избирателей, внесенных в список избирателей на момент окончания голосования — 481 927. На выборах по единому округу за три дня было выдано 194 158 бюллетеней (как на избирательных участках, так и вне их), таким образом явка избирателей составила 40,287 %. В ящиках для голосований было 194 012 бюллетеней со списками партий по единому округу.

## Организация выборов
Выборы проводила избирательная комиссия Новгородской области. Она состоит из 12 членов с правом решающего голоса. Действующий состав сформирован в декабре 2016 года на 5 лет, до декабря 2021 года. Должность председателя с декабря 2016 года занимает Татьяна Лебедева
Ключевые даты
- 1 марта 2021 года были опубликованы изменения в областной закон «О выборах депутатов Новгородской областной Думы», предусматривающие уменьшение количества депутатов, избираемых по партийным спискам, с 16 до 12, и увеличение количества депутатов, избираемых по одномандатным округам, с 16 до 20[5].
- 24 марта Новгородская областная дума утвердила новую схему одномандатных округов[6].
- 18 июня Новгородская областная дума назначила выборы на 19 сентября 2021 года (единый день голосования)[7].
- 21 июня избирательная комиссия Новгородской области утвердила план мероприятий по подготовке и проведению выборов[8].
- С 22 июня по 22 июля — период выдвижения общеобластного списка кандидатов политической партией (ее региональным отделением), выдвижение кандидатов по одномандатному избирательному округу политической партией (ее региональным отделением), выдвижение путем самовыдвижения[9].
- По 4 августа — период передачи в соответствующую избирательную комиссию документов для регистрации кандидатов и общеобластных списков[9].
- До 17 сентября — агитационный период для политической партии (ее регионального отделения) и кандидатов[9].
- С 21 августа до 17 сентября — период предвыборной агитации в СМИ[9].
- С 14 по 19 сентября — период запрета на опубликование результатов опросов общественного мнения, прогнозов результатов выборов, иных исследований, связанных с выборами, в СМИ[9].
- С 17 по 19 сентября — дни голосования[9].

## Одномандатные избирательные округа

Схема одномандатных избирательных округов для проведения выборов депутатов Новгородской областной думы в 2021 году.

По утверждённой в марте 2021 года схеме, на территории Новгородской области образовано 20 одномандатных избирательных округов. При этом Великий Новгород был разделён на 9 округов (№4-13), Боровичи — на 3 округа (№17-19), Старая Русса — на 2 округа (№2, 3). Численность зарегистрированных избирателей по состоянию на 1 января 2021 года, — 485 840 человек. Средняя норма представительства избирателей в округе — 24 292 человека. Допустимое отклонение от средней нормы представительства составляет 10 %.
| Одномандатные избирательные округа Новгородской области | Одномандатные избирательные округа Новгородской области | Одномандатные избирательные округа Новгородской области | Одномандатные избирательные округа Новгородской области |
| №                                                       | Округ                                                   | Состав | Численность                                             |
| ------------------------------------------------------- | ------------------------------------------------------- | --- | ------------------------------------------------------- |
| 1                                                       | Солецкий                                                | Батецкий район; Волотовский район; Солецкий район; Шимский район | 26 232                                                  |
| 2                                                       | Старорусский                                            | Поддорский район; Холмский район; частично Старорусский район: - Великосельское, Ивановское, Наговское и Новосельское поселения; частично г. Старая Русса | 25 653                                                  |
| 3                                                       | Парфинский                                              | Парфинский район; частично Старорусский район: - Взвадское, Залучское и Медниковское поселения; частично г. Старая Русса | 26 049                                                  |
| 4                                                       | Ермолинский                                             | частично Новгородский район: - Ермолинское и Тесово-Нетыльское поселения; частично г. Великий Новгород | 23 619                                                  |
| 5                                                       | Псковский                                               | частично Новгородский район: - Борковское, Лесновское и Ракомское поселения; частично г. Великий Новгород | 23 368                                                  |
| 6                                                       | Панковский                                              | частично Новгородский район: - р.п. Панковка; частично г. Великий Новгород | 24 282                                                  |
| 7                                                       | Кочетовский                                             | частично г. Великий Новгород | 23 944                                                  |
| 8                                                       | Западный                                                | частично г. Великий Новгород | 25 302                                                  |
| 9                                                       | Санкт-Петербургский                                     | частично г. Великий Новгород | 24 465                                                  |
| 10                                                      | Московский                                              | частично г. Великий Новгород | 25 468                                                  |
| 11                                                      | Центральный                                             | частично г. Великий Новгород | 25 153                                                  |
| 12                                                      | Чудовский                                               | Чудовский район; частично Новгородский район: - Трубичинское поселение | 25 012                                                  |
| 13                                                      | Маловишерский                                           | Маловишерский район; частично Новгородский район: - Савинское поселение; частично г. Великий Новгород | 25 904                                                  |
| 14                                                      | Окуловский                                              | частично Крестецкий район: - Зайцевское, Ручьевское и Усть-Волмское поселения; частично Окуловский район: - г. Окуловка, Березовикское, Боровенковское, Котовское и Окуловское поселения; частично Новгородский район: - р.п. Пролетарий, Бронницкое и Пролетарское поселения                                                 | 22 588                                                  |
| 15                                                      | Крестецкий                                              | Демянский район; Маревский район; частично Крестецкий район: - р.п. Крестцы, Крестецкое и Новорахинское поселения | 22 057                                                  |
| 16                                                      | Валдайский                                              | Валдайский район; частично Окуловский район: - р.п. Кулотино, р.п. Угловка, Кулотинское, Турбинное и Угловское поселения | 25 326                                                  |
| 17                                                      | Любытинский                                             | Любытинский район; частично Боровичский район: - Волокское и Прогресское поселения; частично г. Боровичи | 22 518                                                  |
| 18                                                      | Боровичский городской                                   | частично г. Боровичи | 21 904                                                  |
| 19                                                      | Боровичский                                             | Мошенский район; частично Пестовский район: - Лаптевское и Устюцкое поселения; частично Хвойнинский район; - Анциферовское и Миголощское поселения; частично Боровичский район: - Егольское, Железковское, Кончанско-Суворовское, Опеченское, Передское, Сушанское, Сушиловское и Травковское поселения; частично г. Боровичи | 22 329                                                  |
| 20                                                      | Пестовский                                              | частично Пестовский район: - г. Пестово, Боголовское, Быковское, Вятское, Охонское и Пестовское поселения; частично Хвойнинский район; - р.п. Хвойная, Боровское, Дворищинское, Звягинское, Кабожское, Минецкое, Остахновское, Песское и Юбилейнинское поселения                                                              | 24 667                                                  |

## Участники
21 июня 2021 года областная избирательная комиссия опубликовала расчёт количества подписей избирателей, которые необходимо собрать для регистрации как патрийного списка кандидатов, так и кандидатов, выдвинутых по одномандатным избирательным округам.
По единому избирательному округу Новгородской области свои списки выдвинули 9 партий. Из них 6 партий освобождены от сбора подписи избирателей, так как имеют своих представителей в областной думе или в законодательных собраниях муниципалитетов. Это «Единая Россия», КПРФ, «Коммунистическая партия Коммунисты России», ЛДПР, «Справедливая Россия — За правду», «Яблоко». Остальным трём партиям необходимо было собрать подписи избирателей в количистве от 2429 до 2671. Это «Зелёная альтернатива», «Новые люди», «Партия пенсионеров». В итоге все 9 партийных списков были зарегистрированы.
Партия «Зелёные», выдвинула только кандидатов в одномандатных округах, а список выдвигать не стала.

### Выборы по партийным спискам
По единому избирательному округу избираются 12 депутатов. Мандаты распределяются пропорционально числу голосов, поданных за списки кандидатов, выдвинутые партиями (партийные списки). По закону «О выборах депутатов Новгородской областной Думы» список кандидатов по единому избирательному округу должен состоять из региональных групп кандидатов, каждая из которых соответствует территории двух граничащих между собой одномандатных избирательных округов, образованных для проведения выборов депутатов областной Думы. Каждая региональная группа кандидатов должна включать от одного до трёх кандидатов. Число региональных групп определяется партией, но должно быть от 6 до 10. Общее число кандидатов в списке по единому избирательному округу может быть от 6 до 30 человек.
Избирком зарегистрировал списки 9 партий.
17 августа избирком путём жеребьевки определил порядок размещения партий в избирательном бюллетене.
| Номер в бюллетене | Партия                            | Региональных групп | Кандидатов в списке | Статус списка   |
| ----------------- | --------------------------------- | ------------------ | ------------------- | --------------- |
| 1                 | «Яблоко»                          | 10                 | 26                  | зарегистрирован |
| 2                 | Партия пенсионеров                | 10                 | 24                  | зарегистрирован |
| 3                 | «Справедливая Россия — За правду» | 10                 | 28                  | зарегистрирован |
| 4                 | КПРФ                              | 10                 | 30                  | зарегистрирован |
| 5                 | «Зелёная альтернатива»            | 10                 | 28                  | зарегистрирован |
| 6                 | ЛДПР                              | 10                 | 27                  | зарегистрирован |
| 7                 | «Коммунисты России»               | 10                 | 30                  | зарегистрирован |
| 8                 | «Новые люди»                      | 10                 | 29                  | зарегистрирован |
| 9                 | «Единая Россия»                   | 10                 | 30                  | зарегистрирован |

### Выборы по одномандатным округам
По одномандатным округам кандидатов выдвинули 8 партий. Партии «Зелёная альтернатива» и «Новые люди» выдвигать кандидатов не стали. Самостоятельно выдвинулись 3 независимых кандидата, но избирком зарегистрировал только двух самовыдвиженцев: Галину Гусеву в округе № 5 и Михаила Караулова в округе №11.
| Партия | Партия              | Число выдвинутых кандидатов | Число зарегистрированных кандидатов |
| ------ | ------------------- | --------------------------- | ----------------------------------- |
|        | Единая Россия       | 20                          | 20                                  |
|        | Яблоко              | 20                          | 20                                  |
|        | Коммунисты России   | 20                          | 20                                  |
|        | КПРФ                | 20                          | 19                                  |
|        | Справедливая Россия | 19                          | 19                                  |
|        | ЛДПР                | 19                          | 19                                  |
|        | Партия пенсионеров  | 6                           | 3                                   |
|        | Самовыдвижение      | 3                           | 2                                   |
|        | Зеленые             | 3                           | 1                                   |
| Всего  | Всего               | 130                         | 123                                 |

## Результаты
| Результаты голосования в Новгородскую областную думу по единому округу | Результаты голосования в Новгородскую областную думу по единому округу | Результаты голосования в Новгородскую областную думу по единому округу | Результаты голосования в Новгородскую областную думу по единому округу | Результаты голосования в Новгородскую областную думу по единому округу | Результаты голосования в Новгородскую областную думу по единому округу | Результаты голосования в Новгородскую областную думу по единому округу | Результаты голосования в Новгородскую областную думу по единому округу | Результаты голосования в Новгородскую областную думу по единому округу | Результаты голосования в Новгородскую областную думу по единому округу | Результаты голосования в Новгородскую областную думу по единому округу |
| Округ                                                                  | Явка                                                                   | Процент голосов за                                                     | Процент голосов за                                                     | Процент голосов за                                                     | Процент голосов за                                                     | Процент голосов за                                                     | Процент голосов за                                                     | Процент голосов за                                                     | Процент голосов за                                                     | Процент голосов за                                                     |
| Округ                                                                  | Явка                                                                   | Единая Россия                                                          | КПРФ                                                                   | СР                                                                     | ЛДПР                                                                   | Новые люди                                                             | Партия пенсионеров                                                     | Яблоко                                                                 | Коммунисты России                                                      | Зеленая альтернатива                                                   |
| ---------------------------------------------------------------------- | ---------------------------------------------------------------------- | ---------------------------------------------------------------------- | ---------------------------------------------------------------------- | ---------------------------------------------------------------------- | ---------------------------------------------------------------------- | ---------------------------------------------------------------------- | ---------------------------------------------------------------------- | ---------------------------------------------------------------------- | ---------------------------------------------------------------------- | ---------------------------------------------------------------------- |
| 1                                                                      | 47,76 %                                                                | 38,40 %                                                                | 16,96 %                                                                | 12,29 %                                                                | 11,29 %                                                                | 6,17 %                                                                 | 6,09 %                                                                 | 1,21 %                                                                 | 3,31 %                                                                 | 1,27 %                                                                 |
| 2                                                                      | 44,97 %                                                                | 35,03 %                                                                | 18,67 %                                                                | 16,02 %                                                                | 8,94 %                                                                 | 5,43 %                                                                 | 6,40 %                                                                 | 1,27 %                                                                 | 3,99 %                                                                 | 1,58 %                                                                 |
| 3                                                                      | 44,03 %                                                                | 33,08 %                                                                | 18,07 %                                                                | 20,70 %                                                                | 7,43 %                                                                 | 6,51 %                                                                 | 4,69 %                                                                 | 2,51 %                                                                 | 3,17 %                                                                 | 1,08 %                                                                 |
| 4                                                                      | 35,46 %                                                                | 26,01 %                                                                | 20,44 %                                                                | 19,18 %                                                                | 9,03 %                                                                 | 8,86 %                                                                 | 4,95 %                                                                 | 3,83 %                                                                 | 3,06 %                                                                 | 1,66 %                                                                 |
| 5                                                                      | 40,91 %                                                                | 26,93 %                                                                | 17,23 %                                                                | 16,22 %                                                                | 7,53 %                                                                 | 10,27 %                                                                | 6,24 %                                                                 | 7,31 %                                                                 | 3,25 %                                                                 | 2,22 %                                                                 |
| 6                                                                      | 36,55 %                                                                | 25,80 %                                                                | 19,36 %                                                                | 18,66 %                                                                | 7,77 %                                                                 | 10,45 %                                                                | 5,11 %                                                                 | 5,64 %                                                                 | 2,56 %                                                                 | 1,75 %                                                                 |
| 7                                                                      | 39,05 %                                                                | 24,33 %                                                                | 18,24 %                                                                | 22,74 %                                                                | 8,05 %                                                                 | 9,66 %                                                                 | 5,03 %                                                                 | 4,93 %                                                                 | 2,62 %                                                                 | 1,55 %                                                                 |
| 8                                                                      | 40,69 %                                                                | 25,30 %                                                                | 21,13 %                                                                | 19,53 %                                                                | 6,92 %                                                                 | 10,45 %                                                                | 5,35 %                                                                 | 4,64 %                                                                 | 2,61 %                                                                 | 1,71 %                                                                 |
| 9                                                                      | 35,71 %                                                                | 24,42 %                                                                | 19,61 %                                                                | 18,72 %                                                                | 9,40 %                                                                 | 10,64 %                                                                | 4,81 %                                                                 | 5,01 %                                                                 | 2,71 %                                                                 | 1,38 %                                                                 |
| 10                                                                     | 39,10 %                                                                | 23,91 %                                                                | 18,18 %                                                                | 21,28 %                                                                | 6,13 %                                                                 | 11,10 %                                                                | 4,03 %                                                                 | 8,85 %                                                                 | 2,22 %                                                                 | 1,73 %                                                                 |
| 11                                                                     | 41,08 %                                                                | 23,75 %                                                                | 18,17 %                                                                | 18,37 %                                                                | 6,51 %                                                                 | 10,92 %                                                                | 5,18 %                                                                 | 9,18 %                                                                 | 2,43 %                                                                 | 2,06 %                                                                 |
| 12                                                                     | 36,29 %                                                                | 28,64 %                                                                | 19,73 %                                                                | 14,41 %                                                                | 11,02 %                                                                | 8,12 %                                                                 | 6,70 %                                                                 | 2,73 %                                                                 | 3,38 %                                                                 | 1,43 %                                                                 |
| 13                                                                     | 36,61 %                                                                | 29,26 %                                                                | 16,84 %                                                                | 15,12 %                                                                | 12,32 %                                                                | 7,66 %                                                                 | 8,22 %                                                                 | 2,26 %                                                                 | 2,78 %                                                                 | 1,59 %                                                                 |
| 14                                                                     | 39,09 %                                                                | 32,68 %                                                                | 18,10 %                                                                | 12,73 %                                                                | 9,70 %                                                                 | 7,66 %                                                                 | 6,19 %                                                                 | 4,41 %                                                                 | 3,45 %                                                                 | 1,50 %                                                                 |
| 15                                                                     | 43,44 %                                                                | 34,59 %                                                                | 18,24 %                                                                | 14,23 %                                                                | 9,99 %                                                                 | 6,21 %                                                                 | 6,84 %                                                                 | 1,17 %                                                                 | 3,49 %                                                                 | 1,33 %                                                                 |
| 16                                                                     | 40,76 %                                                                | 32,12 %                                                                | 19,22 %                                                                | 12,79 %                                                                | 9,34 %                                                                 | 9,21 %                                                                 | 6,81 %                                                                 | 2,30 %                                                                 | 2,97 %                                                                 | 1,82 %                                                                 |
| 17                                                                     | 40,03 %                                                                | 29,43 %                                                                | 26,11 %                                                                | 10,58 %                                                                | 9,35 %                                                                 | 7,15 %                                                                 | 6,02 %                                                                 | 2,25 %                                                                 | 4,86 %                                                                 | 1,13 %                                                                 |
| 18                                                                     | 37,39 %                                                                | 27,73 %                                                                | 27,53 %                                                                | 10,58 %                                                                | 8,17 %                                                                 | 8,60 %                                                                 | 4,92 %                                                                 | 3,00 %                                                                 | 4,42 %                                                                 | 1,33 %                                                                 |
| 19                                                                     | 45,05 %                                                                | 36,08 %                                                                | 19,86 %                                                                | 11,05 %                                                                | 10,32 %                                                                | 6,08 %                                                                 | 6,02 %                                                                 | 2,74 %                                                                 | 3,74 %                                                                 | 1,07 %                                                                 |
| 20                                                                     | 40,83 %                                                                | 26,85 %                                                                | 27,19 %                                                                | 9,76 %                                                                 | 10,62 %                                                                | 7,56 %                                                                 | 6,15 %                                                                 | 2,26 %                                                                 | 4,75 %                                                                 | 1,27 %                                                                 |

В 19 из 20 округов «Единая Россия» получила большинство. В 15 из этих 19 округов КПРФ заняла второе место. В округах № 3, № 7, № 10 и № 11 «Справедливая Россия» обогнала КПРФ по голосам за партийные списки.
Распределение мандатов по пропорциональной системе проводилось методом Империали с той поправкой, что после раздачи по квотам партиям, допущенныи до процедуры распределения, но не получившим ни одного места, выдается по одному от партий, имеющих больше одного мандата, в порядке уменьшения проголосовавших за них людей.
| Результаты голосования в Новгородскую областную думу по одномандатным округам | Результаты голосования в Новгородскую областную думу по одномандатным округам | Результаты голосования в Новгородскую областную думу по одномандатным округам | Результаты голосования в Новгородскую областную думу по одномандатным округам | Результаты голосования в Новгородскую областную думу по одномандатным округам | Результаты голосования в Новгородскую областную думу по одномандатным округам | Результаты голосования в Новгородскую областную думу по одномандатным округам | Результаты голосования в Новгородскую областную думу по одномандатным округам | Результаты голосования в Новгородскую областную думу по одномандатным округам | Результаты голосования в Новгородскую областную думу по одномандатным округам |
| Округ                                                                         | Явка                                                                          | Место                                                                         | Место                                                                         | Кандидат                                                                      | Выдвижение                                                                    | Депутат VI созыва                                                             | Кандидат поддержан Умным голосованием                                         | Результат                                                                     | Результат                                                                     |
| Округ                                                                         | Явка                                                                          | Место                                                                         | Место                                                                         | Кандидат                                                                      | Выдвижение                                                                    | Депутат VI созыва                                                             | Кандидат поддержан Умным голосованием                                         | Голоса                                                                        | %                                                                             |
| ----------------------------------------------------------------------------- | ----------------------------------------------------------------------------- | ----------------------------------------------------------------------------- | ----------------------------------------------------------------------------- | ----------------------------------------------------------------------------- | ----------------------------------------------------------------------------- | ----------------------------------------------------------------------------- | ----------------------------------------------------------------------------- | ----------------------------------------------------------------------------- | ----------------------------------------------------------------------------- |
| 1                                                                             | 47,03                                                                         |                                                                               | 1.                                                                            | Осипов Анатолий Алексеевич                                                    | Единая Россия                                                                 |                                                                               |                                                                               | 4577                                                                          | 37,72                                                                         |
| 1                                                                             | 47,03                                                                         |                                                                               | 2.                                                                            | Калинин Василий Васильевич                                                    | КПРФ                                                                          | Да                                                                            | Да                                                                            | 3050                                                                          | 25,13                                                                         |
| 1                                                                             | 47,03                                                                         |                                                                               | 3.                                                                            | Александрова Оксана Александровна                                             | Справедливая Россия                                                           |                                                                               |                                                                               | 1520                                                                          | 12,53                                                                         |
| 1                                                                             | 47,03                                                                         |                                                                               | 4.                                                                            | Ромашко Алёна Кирилловна                                                      | ЛДПР                                                                          |                                                                               |                                                                               | 1162                                                                          | 9,58                                                                          |
| 1                                                                             | 47,03                                                                         |                                                                               | 5.                                                                            | Александров Илья Андреевич                                                    | Коммунисты России                                                             |                                                                               |                                                                               | 1020                                                                          | 8,41                                                                          |
| 1                                                                             | 47,03                                                                         |                                                                               | 6.                                                                            | Кочнев Валерий Юрьевич                                                        | Яблоко                                                                        |                                                                               |                                                                               | 303                                                                           | 2,50                                                                          |
|                                                                               |                                                                               |                                                                               |                                                                               |                                                                               |                                                                               |                                                                               |                                                                               |                                                                               |                                                                               |
| 2                                                                             | 44,56                                                                         |                                                                               | 1.                                                                            | Борисова Ольга Анатольевна                                                    | Единая Россия                                                                 | Да                                                                            |                                                                               | 4717                                                                          | 42,09                                                                         |
| 2                                                                             | 44,56                                                                         |                                                                               | 2.                                                                            | Кленова Надежда Павловна                                                      | КПРФ                                                                          |                                                                               | Да                                                                            | 2050                                                                          | 18,29                                                                         |
| 2                                                                             | 44,56                                                                         |                                                                               | 3.                                                                            | Михайлов Константин Владимирович                                              | Справедливая Россия                                                           |                                                                               |                                                                               | 1677                                                                          | 14,96                                                                         |
| 2                                                                             | 44,56                                                                         |                                                                               | 4.                                                                            | Миронов Андрей Леонидович                                                     | ЛДПР                                                                          |                                                                               |                                                                               | 1029                                                                          | 9,18                                                                          |
| 2                                                                             | 44,56                                                                         |                                                                               | 5.                                                                            | Боязитова Александра Андреевна                                                | Коммунисты России                                                             |                                                                               |                                                                               | 1004                                                                          | 8,96                                                                          |
| 2                                                                             | 44,56                                                                         |                                                                               | 6.                                                                            | Бородай Лилия Владимировна                                                    | Яблоко                                                                        |                                                                               |                                                                               | 303                                                                           | 2,82                                                                          |
|                                                                               |                                                                               |                                                                               |                                                                               |                                                                               |                                                                               |                                                                               |                                                                               |                                                                               |                                                                               |
| 3                                                                             | 43,78                                                                         |                                                                               | 1.                                                                            | Кашицын Александр Павлович                                                    | Справедливая Россия                                                           | Да                                                                            | Да                                                                            | 4060                                                                          | 36,37                                                                         |
| 3                                                                             | 43,78                                                                         |                                                                               | 2.                                                                            | Решетников Михаил Александрович                                               | Единая Россия                                                                 |                                                                               |                                                                               | 3029                                                                          | 27,14                                                                         |
| 3                                                                             | 43,78                                                                         |                                                                               | 3.                                                                            | Наумчук Александр Анатольевич                                                 | КПРФ                                                                          |                                                                               |                                                                               | 1190                                                                          | 10,66                                                                         |
| 3                                                                             | 43,78                                                                         |                                                                               | 4.                                                                            | Белецких Валентина Анатольевна                                                | Яблоко                                                                        |                                                                               |                                                                               | 917                                                                           | 8,22                                                                          |
| 3                                                                             | 43,78                                                                         |                                                                               | 5.                                                                            | Боязитов Артур Маратович                                                      | Коммунисты России                                                             |                                                                               |                                                                               | 617                                                                           | 5,53                                                                          |
| 3                                                                             | 43,78                                                                         |                                                                               | 6.                                                                            | Кузнецов Сергей Евгеньевич                                                    | Партия пенсионеров                                                            |                                                                               |                                                                               | 467                                                                           | 4,18                                                                          |
| 3                                                                             | 43,78                                                                         |                                                                               | 7.                                                                            | Филиппов Вячеслав Николаевич                                                  | ЛДПР                                                                          |                                                                               |                                                                               | 459                                                                           | 4,11                                                                          |
|                                                                               |                                                                               |                                                                               |                                                                               |                                                                               |                                                                               |                                                                               |                                                                               |                                                                               |                                                                               |
| 4                                                                             | 35,18                                                                         |                                                                               | 1.                                                                            | Сергухина Лариса Борисовна                                                    | Единая Россия                                                                 |                                                                               |                                                                               | 2314                                                                          | 27,98                                                                         |
| 4                                                                             | 35,18                                                                         |                                                                               | 2.                                                                            | Макаров Виталий Владимирович                                                  | КПРФ                                                                          |                                                                               | Да                                                                            | 1861                                                                          | 22,50                                                                         |
| 4                                                                             | 35,18                                                                         |                                                                               | 3.                                                                            | Шруб Сергей Григорьевич                                                       | Справедливая Россия                                                           |                                                                               |                                                                               | 1682                                                                          | 20,34                                                                         |
| 4                                                                             | 35,18                                                                         |                                                                               | 4.                                                                            | Долуханов Дмитрий Дмитриевич                                                  | ЛДПР                                                                          |                                                                               |                                                                               | 888                                                                           | 10,74                                                                         |
| 4                                                                             | 35,18                                                                         |                                                                               | 5.                                                                            | Яковлева Ярослава Игоревна                                                    | Коммунисты России                                                             |                                                                               |                                                                               | 574                                                                           | 6,94                                                                          |
| 4                                                                             | 35,18                                                                         |                                                                               | 6.                                                                            | Максименко Сергей Владимирович                                                | Яблоко                                                                        |                                                                               |                                                                               | 529                                                                           | 6,40                                                                          |
|                                                                               |                                                                               |                                                                               |                                                                               |                                                                               |                                                                               |                                                                               |                                                                               |                                                                               |                                                                               |
| 5                                                                             | 40,19                                                                         |                                                                               | 1.                                                                            | Павлюк Денис Петрович                                                         | Единая Россия                                                                 |                                                                               |                                                                               | 2805                                                                          | 29,58                                                                         |
| 5                                                                             | 40,19                                                                         |                                                                               | 2.                                                                            | Гусева Галина Ивановна                                                        | Самовыдвижение                                                                |                                                                               | Да                                                                            | 2746                                                                          | 28,96                                                                         |
| 5                                                                             | 40,19                                                                         |                                                                               | 3.                                                                            | Романов Роман Сергеевич                                                       | Справедливая Россия                                                           |                                                                               |                                                                               | 1146                                                                          | 12,09                                                                         |
| 5                                                                             | 40,19                                                                         |                                                                               | 4.                                                                            | Перевязкин Дмитрий Юрьевич                                                    | Коммунисты России                                                             |                                                                               |                                                                               | 1110                                                                          | 11,71                                                                         |
| 5                                                                             | 40,19                                                                         |                                                                               | 5.                                                                            | Андреева Анна Юрьевна                                                         | ЛДПР                                                                          |                                                                               |                                                                               | 654                                                                           | 6,90                                                                          |
| 5                                                                             | 40,19                                                                         |                                                                               | 6.                                                                            | Шувалов Андрей Владимирович                                                   | Яблоко                                                                        |                                                                               |                                                                               | 637                                                                           | 6,72                                                                          |
|                                                                               |                                                                               |                                                                               |                                                                               |                                                                               |                                                                               |                                                                               |                                                                               |                                                                               |                                                                               |
| 6                                                                             | 35,83                                                                         |                                                                               | 1.                                                                            | Верига Николай Степанович                                                     | Единая Россия                                                                 | Да                                                                            |                                                                               | 2746                                                                          | 31,84                                                                         |
| 6                                                                             | 35,83                                                                         |                                                                               | 2.                                                                            | Стриж Ульяна Валерьевна                                                       | Справедливая Россия                                                           |                                                                               | Да                                                                            | 1905                                                                          | 22,09                                                                         |
| 6                                                                             | 35,83                                                                         |                                                                               | 3.                                                                            | Молоканов Сергей Александрович                                                | КПРФ                                                                          |                                                                               |                                                                               | 1602                                                                          | 18,58                                                                         |
| 6                                                                             | 35,83                                                                         |                                                                               | 4.                                                                            | Счастливцева Татьяна Васильевна                                               | ЛДПР                                                                          |                                                                               |                                                                               | 826                                                                           | 9,58                                                                          |
| 6                                                                             | 35,83                                                                         |                                                                               | 5.                                                                            | Майоров Александр Владимирович                                                | Яблоко                                                                        |                                                                               |                                                                               | 605                                                                           | 7,02                                                                          |
| 6                                                                             | 35,83                                                                         |                                                                               | 6.                                                                            | Панюта Ольга Николаевна                                                       | Коммунисты России                                                             |                                                                               |                                                                               | 445                                                                           | 5,16                                                                          |
|                                                                               |                                                                               |                                                                               |                                                                               |                                                                               |                                                                               |                                                                               |                                                                               |                                                                               |                                                                               |
| 7                                                                             | 38,89                                                                         |                                                                               | 1.                                                                            | Мельников Станислав Геннадьевич                                               | Единая Россия                                                                 |                                                                               |                                                                               | 2779                                                                          | 30,44                                                                         |
| 7                                                                             | 38,89                                                                         |                                                                               | 2.                                                                            | Игнатов Дмитрий Сергеевич                                                     | Справедливая Россия                                                           | Да                                                                            | Да                                                                            | 2757                                                                          | 30,20                                                                         |
| 7                                                                             | 38,89                                                                         |                                                                               | 3.                                                                            | Иванов Владимир Сергеевич                                                     | КПРФ                                                                          |                                                                               |                                                                               | 1459                                                                          | 15,98                                                                         |
| 7                                                                             | 38,89                                                                         |                                                                               | 4.                                                                            | Иванова Елена Ивановна                                                        | Яблоко                                                                        |                                                                               |                                                                               | 707                                                                           | 7,75                                                                          |
| 7                                                                             | 38,89                                                                         |                                                                               | 5.                                                                            | Николаев Максим Юрьевич                                                       | ЛДПР                                                                          |                                                                               |                                                                               | 665                                                                           | 7,29                                                                          |
| 7                                                                             | 38,89                                                                         |                                                                               | 6.                                                                            | Шеляпин Константин Александрович                                              | Коммунисты России                                                             |                                                                               |                                                                               | 361                                                                           | 3,95                                                                          |
|                                                                               |                                                                               |                                                                               |                                                                               |                                                                               |                                                                               |                                                                               |                                                                               |                                                                               |                                                                               |
| 8                                                                             | 40,50                                                                         |                                                                               | 1.                                                                            | Федотов Анатолий Александрович                                                | Единая Россия                                                                 | Да                                                                            |                                                                               | 3285                                                                          | 32,66                                                                         |
| 8                                                                             | 40,50                                                                         |                                                                               | 2.                                                                            | Пельгемяйнен Надежда Александровна                                            | Справедливая Россия                                                           | Да                                                                            | Да                                                                            | 2265                                                                          | 22,52                                                                         |
| 8                                                                             | 40,50                                                                         |                                                                               | 3.                                                                            | Румянцев Андрей Анатольевич                                                   | КПРФ                                                                          |                                                                               |                                                                               | 1769                                                                          | 17,59                                                                         |
| 8                                                                             | 40,50                                                                         |                                                                               | 4.                                                                            | Кузнецов Сергей Васильевич                                                    | Коммунисты России                                                             |                                                                               |                                                                               | 1038                                                                          | 10,32                                                                         |
| 8                                                                             | 40,50                                                                         |                                                                               | 5.                                                                            | Лимонова Наталья Викторовна                                                   | ЛДПР                                                                          |                                                                               |                                                                               | 691                                                                           | 6,87                                                                          |
| 8                                                                             | 40,50                                                                         |                                                                               | 6.                                                                            | Шалякин Виктор Владимирович                                                   | Яблоко                                                                        |                                                                               |                                                                               | 582                                                                           | 5,79                                                                          |
|                                                                               |                                                                               |                                                                               |                                                                               |                                                                               |                                                                               |                                                                               |                                                                               |                                                                               |                                                                               |
| 9                                                                             | 33,12                                                                         |                                                                               | 1.                                                                            | Куштовский Алексей Анатольевич                                                | Единая Россия                                                                 |                                                                               |                                                                               | 2032                                                                          | 25,05                                                                         |
| 9                                                                             | 33,12                                                                         |                                                                               | 2.                                                                            | Ефимов Иван Сергеевич                                                         | КПРФ                                                                          |                                                                               | Да                                                                            | 1916                                                                          | 23,62                                                                         |
| 9                                                                             | 33,12                                                                         |                                                                               | 3.                                                                            | Лащевская Виктория Вячеславовна                                               | Справедливая Россия                                                           |                                                                               |                                                                               | 1650                                                                          | 20,34                                                                         |
| 9                                                                             | 33,12                                                                         |                                                                               | 4.                                                                            | Кузьмина Надежда Дмитриевна                                                   | ЛДПР                                                                          |                                                                               |                                                                               | 828                                                                           | 10,21                                                                         |
| 9                                                                             | 33,12                                                                         |                                                                               | 5.                                                                            | Малышева Любовь Павловна                                                      | Яблоко                                                                        |                                                                               |                                                                               | 749                                                                           | 9,23                                                                          |
| 9                                                                             | 33,12                                                                         |                                                                               | 6.                                                                            | Перевязкин Юрий Александрович                                                 | Коммунисты России                                                             |                                                                               |                                                                               | 479                                                                           | 5,90                                                                          |
|                                                                               |                                                                               |                                                                               |                                                                               |                                                                               |                                                                               |                                                                               |                                                                               |                                                                               |                                                                               |
| 10                                                                            | 38,75                                                                         |                                                                               | 1.                                                                            | Гетманский Андрей Викторович                                                  | Единая Россия                                                                 |                                                                               |                                                                               | 3275                                                                          | 33,14                                                                         |
| 10                                                                            | 38,75                                                                         |                                                                               | 2.                                                                            | Швабович Николай Александрович                                                | Справедливая Россия                                                           |                                                                               |                                                                               | 2259                                                                          | 22,86                                                                         |
| 10                                                                            | 38,75                                                                         |                                                                               | 3.                                                                            | Черепанова Ксения Федоровна                                                   | Яблоко                                                                        |                                                                               | Да                                                                            | 1730                                                                          | 17,51                                                                         |
| 10                                                                            | 38,75                                                                         |                                                                               | 4.                                                                            | Старостин Алексей Владимирович                                                | КПРФ                                                                          |                                                                               |                                                                               | 1713                                                                          | 17,34                                                                         |
| 10                                                                            | 38,75                                                                         |                                                                               | 5.                                                                            | Закаржевская Марина Юрьевна                                                   | Коммунисты России                                                             |                                                                               |                                                                               | 505                                                                           | 5,11                                                                          |
|                                                                               |                                                                               |                                                                               |                                                                               |                                                                               |                                                                               |                                                                               |                                                                               |                                                                               |                                                                               |
| 11                                                                            | 38,22                                                                         |                                                                               | 1.                                                                            | Караулов Михаил Олегович                                                      | Самовыдвижение                                                                | Да                                                                            |                                                                               | 2637                                                                          | 27,24                                                                         |
| 11                                                                            | 38,22                                                                         |                                                                               | 2.                                                                            | Черепанова Анна Федоровна                                                     | Яблоко                                                                        |                                                                               | Да                                                                            | 1759                                                                          | 18,17                                                                         |
| 11                                                                            | 38,22                                                                         |                                                                               | 3.                                                                            | Лоле Оксана Юрьевна                                                           | Единая Россия                                                                 |                                                                               |                                                                               | 1539                                                                          | 15,90                                                                         |
| 11                                                                            | 38,22                                                                         |                                                                               | 4.                                                                            | Скрипник Александр Константинович                                             | КПРФ                                                                          |                                                                               |                                                                               | 1078                                                                          | 11,14                                                                         |
| 11                                                                            | 38,22                                                                         |                                                                               | 5.                                                                            | Яночкина Ольга Алексеевна                                                     | Справедливая Россия                                                           |                                                                               |                                                                               | 1067                                                                          | 11,02                                                                         |
| 11                                                                            | 38,22                                                                         |                                                                               | 6.                                                                            | Данилов Владимир Витальевич                                                   | ЛДПР                                                                          |                                                                               |                                                                               | 580                                                                           | 5,99                                                                          |
| 11                                                                            | 38,22                                                                         |                                                                               | 7.                                                                            | Базыльников Владислав Валерьевич                                              | Коммунисты России                                                             |                                                                               |                                                                               | 555                                                                           | 5,73                                                                          |
|                                                                               |                                                                               |                                                                               |                                                                               |                                                                               |                                                                               |                                                                               |                                                                               |                                                                               |                                                                               |
| 12                                                                            | 36,16                                                                         |                                                                               | 1.                                                                            | Шишляникова Татьяна Петровна                                                  | Единая Россия                                                                 |                                                                               |                                                                               | 3027                                                                          | 33,93                                                                         |
| 12                                                                            | 36,16                                                                         |                                                                               | 2.                                                                            | Зернов Юрий Николаевич                                                        | Справедливая Россия                                                           | Да                                                                            | Да                                                                            | 1548                                                                          | 17,35                                                                         |
| 12                                                                            | 36,16                                                                         |                                                                               | 3.                                                                            | Ленышев Андрей Николаевич                                                     | КПРФ                                                                          |                                                                               |                                                                               | 1077                                                                          | 12,07                                                                         |
| 12                                                                            | 36,16                                                                         |                                                                               | 4.                                                                            | Захаров Николай Иванович                                                      | Партия пенсионеров                                                            |                                                                               |                                                                               | 917                                                                           | 10,28                                                                         |
| 12                                                                            | 36,16                                                                         |                                                                               | 5.                                                                            | Тулина Елена Анатольевна                                                      | Яблоко                                                                        |                                                                               |                                                                               | 668                                                                           | 7,49                                                                          |
| 12                                                                            | 36,16                                                                         |                                                                               | 6.                                                                            | Левкович Иван Александрович                                                   | Коммунисты России                                                             |                                                                               |                                                                               | 642                                                                           | 7,20                                                                          |
| 12                                                                            | 36,16                                                                         |                                                                               | 7.                                                                            | Пушкарев Антон Алексеевич                                                     | ЛДПР                                                                          |                                                                               |                                                                               | 581                                                                           | 6,51                                                                          |
|                                                                               |                                                                               |                                                                               |                                                                               |                                                                               |                                                                               |                                                                               |                                                                               |                                                                               |                                                                               |
| 13                                                                            | 36,24                                                                         |                                                                               | 1.                                                                            | Бомбин Максим Евгеньевич                                                      | Единая Россия                                                                 |                                                                               |                                                                               | 2834                                                                          | 30,26                                                                         |
| 13                                                                            | 36,24                                                                         |                                                                               | 2.                                                                            | Иванов Сергей Васильевич                                                      | Справедливая Россия                                                           |                                                                               | Да                                                                            | 1811                                                                          | 19,34                                                                         |
| 13                                                                            | 36,24                                                                         |                                                                               | 3.                                                                            | Александрова Татьяна Александровна                                            | Партия пенсионеров                                                            |                                                                               |                                                                               | 1494                                                                          | 15,95                                                                         |
| 13                                                                            | 36,24                                                                         |                                                                               | 4.                                                                            | Хлопотникова Екатерина Алексеевна                                             | КПРФ                                                                          |                                                                               |                                                                               | 1273                                                                          | 13,59                                                                         |
| 13                                                                            | 36,24                                                                         |                                                                               | 5.                                                                            | Чурсинов Алексей Борисович                                                    | ЛДПР                                                                          | Да                                                                            |                                                                               | 901                                                                           | 9,62                                                                          |
| 13                                                                            | 36,24                                                                         |                                                                               | 6.                                                                            | Яшков Сергей Валерьевич                                                       | Коммунисты России                                                             |                                                                               |                                                                               | 324                                                                           | 3,46                                                                          |
| 13                                                                            | 36,24                                                                         |                                                                               | 7.                                                                            | Посредников Александр Юрьевич                                                 | Яблоко                                                                        |                                                                               |                                                                               | 266                                                                           | 2,84                                                                          |
|                                                                               |                                                                               |                                                                               |                                                                               |                                                                               |                                                                               |                                                                               |                                                                               |                                                                               |                                                                               |
| 14                                                                            | 38,50                                                                         |                                                                               | 1.                                                                            | Чернышев Сергей Борисович                                                     | Единая Россия                                                                 |                                                                               |                                                                               | 3056                                                                          | 35,53                                                                         |
| 14                                                                            | 38,50                                                                         |                                                                               | 2.                                                                            | Евдокимов Александр Борисович                                                 | КПРФ                                                                          |                                                                               | Да                                                                            | 1762                                                                          | 20,48                                                                         |
| 14                                                                            | 38,50                                                                         |                                                                               | 3.                                                                            | Дятлова Екатерина Сергеевна                                                   | Зеленые                                                                       |                                                                               |                                                                               | 997                                                                           | 11,59                                                                         |
| 14                                                                            | 38,50                                                                         |                                                                               | 4.                                                                            | Суков Игорь Александрович                                                     | Справедливая Россия                                                           |                                                                               |                                                                               | 910                                                                           | 10,58                                                                         |
| 14                                                                            | 38,50                                                                         |                                                                               | 5.                                                                            | Румянцева Татьяна Ивановна                                                    | Яблоко                                                                        |                                                                               |                                                                               | 611                                                                           | 7,10                                                                          |
| 14                                                                            | 38,50                                                                         |                                                                               | 6.                                                                            | Михайлов Андрей Владимирович                                                  | ЛДПР                                                                          |                                                                               |                                                                               | 901                                                                           | 6,79                                                                          |
| 14                                                                            | 38,50                                                                         |                                                                               | 7.                                                                            | Фахертдинов Олег Михайлович                                                   | Коммунисты России                                                             |                                                                               |                                                                               | 284                                                                           | 3,30                                                                          |
|                                                                               |                                                                               |                                                                               |                                                                               |                                                                               |                                                                               |                                                                               |                                                                               |                                                                               |                                                                               |
| 15                                                                            | 42,88                                                                         |                                                                               | 1.                                                                            | Кудрицкий Анатолий Владимирович                                               | Единая Россия                                                                 |                                                                               |                                                                               | 3679                                                                          | 39,40                                                                         |
| 15                                                                            | 42,88                                                                         |                                                                               | 2.                                                                            | Ефимова Ольга Анатольевна                                                     | КПРФ                                                                          | Да                                                                            | Да                                                                            | 2041                                                                          | 21,86                                                                         |
| 15                                                                            | 42,88                                                                         |                                                                               | 3.                                                                            | Андреев Иван Александрович                                                    | Справедливая Россия                                                           |                                                                               |                                                                               | 1715                                                                          | 18,37                                                                         |
| 15                                                                            | 42,88                                                                         |                                                                               | 4.                                                                            | Мягков Олег Владимирович                                                      | ЛДПР                                                                          |                                                                               |                                                                               | 716                                                                           | 7,67                                                                          |
| 15                                                                            | 42,88                                                                         |                                                                               | 5.                                                                            | Семенов Иван Викторович                                                       | Коммунисты России                                                             |                                                                               |                                                                               | 464                                                                           | 4,97                                                                          |
| 15                                                                            | 42,88                                                                         |                                                                               | 6.                                                                            | Эпов Иван Олегович                                                            | Яблоко                                                                        |                                                                               |                                                                               | 277                                                                           | 2,97                                                                          |
|                                                                               |                                                                               |                                                                               |                                                                               |                                                                               |                                                                               |                                                                               |                                                                               |                                                                               |                                                                               |
| 16                                                                            | 40,58                                                                         |                                                                               | 1.                                                                            | Королёв Владимир Евгеньевич                                                   | Единая Россия                                                                 |                                                                               |                                                                               | 3656                                                                          | 36,15                                                                         |
| 16                                                                            | 40,58                                                                         |                                                                               | 2.                                                                            | Бушмарев Александр Павлович                                                   | КПРФ                                                                          |                                                                               | Да                                                                            | 2202                                                                          | 21,77                                                                         |
| 16                                                                            | 40,58                                                                         |                                                                               | 3.                                                                            | Иванова Светлана Алексеевна                                                   | Справедливая Россия                                                           |                                                                               |                                                                               | 1866                                                                          | 18,45                                                                         |
| 16                                                                            | 40,58                                                                         |                                                                               | 4.                                                                            | Варфоломеев Андрей Александрович                                              | ЛДПР                                                                          |                                                                               |                                                                               | 781                                                                           | 7,72                                                                          |
| 16                                                                            | 40,58                                                                         |                                                                               | 5.                                                                            | Бызов Александр Николаевич                                                    | Яблоко                                                                        |                                                                               |                                                                               | 588                                                                           | 5,81                                                                          |
| 16                                                                            | 40,58                                                                         |                                                                               | 6.                                                                            | Селезнёв Константин Александрович                                             | Коммунисты России                                                             |                                                                               |                                                                               | 553                                                                           | 5,47                                                                          |
|                                                                               |                                                                               |                                                                               |                                                                               |                                                                               |                                                                               |                                                                               |                                                                               |                                                                               |                                                                               |
| 17                                                                            | 39,83                                                                         |                                                                               | 1.                                                                            | Саламонов Юрий Александрович                                                  | Единая Россия                                                                 | Да                                                                            |                                                                               | 3133                                                                          | 35,57                                                                         |
| 17                                                                            | 39,83                                                                         |                                                                               | 2.                                                                            | Иванюшко Вячеслав Валерьевич                                                  | КПРФ                                                                          |                                                                               | Да                                                                            | 1623                                                                          | 18,42                                                                         |
| 17                                                                            | 39,83                                                                         |                                                                               | 3.                                                                            | Семенов Алексей Владимирович                                                  | Справедливая Россия                                                           |                                                                               |                                                                               | 1302                                                                          | 14,78                                                                         |
| 17                                                                            | 39,83                                                                         |                                                                               | 4.                                                                            | Демидова Ирина Игоревна                                                       | Коммунисты России                                                             |                                                                               |                                                                               | 1033                                                                          | 11,73                                                                         |
| 17                                                                            | 39,83                                                                         |                                                                               | 5.                                                                            | Васильев Виталий Иванович                                                     | ЛДПР                                                                          |                                                                               |                                                                               | 884                                                                           | 10,04                                                                         |
| 17                                                                            | 39,83                                                                         |                                                                               | 6.                                                                            | Галяев Юрий Валерьевич                                                        | Яблоко                                                                        |                                                                               |                                                                               | 451                                                                           | 5,12                                                                          |
|                                                                               |                                                                               |                                                                               |                                                                               |                                                                               |                                                                               |                                                                               |                                                                               |                                                                               |                                                                               |
| 18                                                                            | 36,67                                                                         |                                                                               | 1.                                                                            | Захарова Ольга Ивановна                                                       | Единая Россия                                                                 |                                                                               |                                                                               | 2813                                                                          | 35,05                                                                         |
| 18                                                                            | 36,67                                                                         |                                                                               | 2.                                                                            | Фирсов Николай Сергеевич                                                      | КПРФ                                                                          |                                                                               | Да                                                                            | 2066                                                                          | 25,74                                                                         |
| 18                                                                            | 36,67                                                                         |                                                                               | 3.                                                                            | Костюхина Марина Михайловна                                                   | Справедливая Россия                                                           |                                                                               |                                                                               | 1094                                                                          | 13,63                                                                         |
| 18                                                                            | 36,67                                                                         |                                                                               | 4.                                                                            | Васильев Андрей Сергеевич                                                     | ЛДПР                                                                          | Да                                                                            |                                                                               | 673                                                                           | 8,39                                                                          |
| 18                                                                            | 36,67                                                                         |                                                                               | 5.                                                                            | Морозов Кирилл Олегович                                                       | Коммунисты России                                                             |                                                                               |                                                                               | 651                                                                           | 8,11                                                                          |
| 18                                                                            | 36,67                                                                         |                                                                               | 6.                                                                            | Арямова Людмила Павловна                                                      | Яблоко                                                                        |                                                                               |                                                                               | 410                                                                           | 5,11                                                                          |
|                                                                               |                                                                               |                                                                               |                                                                               |                                                                               |                                                                               |                                                                               |                                                                               |                                                                               |                                                                               |
| 19                                                                            | 44,61                                                                         |                                                                               | 1.                                                                            | Писарева Елена Владимировна                                                   | Единая Россия                                                                 | Да                                                                            |                                                                               | 4932                                                                          | 50,12                                                                         |
| 19                                                                            | 44,61                                                                         |                                                                               | 2.                                                                            | Арсентьев Вячеслав Анатольевич                                                | КПРФ                                                                          |                                                                               | Да                                                                            | 1598                                                                          | 16,24                                                                         |
| 19                                                                            | 44,61                                                                         |                                                                               | 3.                                                                            | Алексеева Светлана Сергеевна                                                  | Справедливая Россия                                                           |                                                                               |                                                                               | 1067                                                                          | 10,84                                                                         |
| 19                                                                            | 44,61                                                                         |                                                                               | 4.                                                                            | Серебрякова Елена Георгиевна                                                  | Яблоко                                                                        |                                                                               |                                                                               | 757                                                                           | 7,69                                                                          |
| 19                                                                            | 44,61                                                                         |                                                                               | 5.                                                                            | Соболева Марина Николаевна                                                    | ЛДПР                                                                          |                                                                               |                                                                               | 615                                                                           | 6,25                                                                          |
| 19                                                                            | 44,61                                                                         |                                                                               | 6.                                                                            | Григорьев Евгений Валентинович                                                | Коммунисты России                                                             |                                                                               |                                                                               | 525                                                                           | 5,34                                                                          |
|                                                                               |                                                                               |                                                                               |                                                                               |                                                                               |                                                                               |                                                                               |                                                                               |                                                                               |                                                                               |
| 20                                                                            | 40,64                                                                         |                                                                               | 1.                                                                            | Федоровский Александр Владимирович                                            | Единая Россия                                                                 |                                                                               |                                                                               | 3610                                                                          | 36,54                                                                         |
| 20                                                                            | 40,64                                                                         |                                                                               | 2.                                                                            | Тихомиров Сергей Иванович                                                     | КПРФ                                                                          |                                                                               | Да                                                                            | 3361                                                                          | 34,02                                                                         |
| 20                                                                            | 40,64                                                                         |                                                                               | 3.                                                                            | Григорьева Наталья Александровна                                              | Коммунисты России                                                             |                                                                               |                                                                               | 961                                                                           | 9,73                                                                          |
| 20                                                                            | 40,64                                                                         |                                                                               | 4.                                                                            | Варнакова Анна Владимировна                                                   | Яблоко                                                                        |                                                                               |                                                                               | 782                                                                           | 7,91                                                                          |
| 20                                                                            | 40,64                                                                         |                                                                               | 5.                                                                            | Толстов Тахир Ташпулатович                                                    | ЛДПР                                                                          |                                                                               |                                                                               | 669                                                                           | 6,77                                                                          |

Из 20 округов Умное Голосование поддержало кандидатов: в 1 — занявших первое место, в 18 — второе место, в 1 — третье.
| Место                      | Место                      | Партия                     | по областным спискам | по областным спискам | по областным спискам | по областным спискам | по одно- мандатным округам | всего         | всего  | всего   | всего   |
| Место                      | Место                      | Партия                     | Голоса               | %                    | +/- %                | Получено мест        | Получено мест              | Получено мест | +/-    | %       | +/- %   |
| -------------------------- | -------------------------- | -------------------------- | -------------------- | -------------------- | -------------------- | -------------------- | -------------------------- | ------------- | ------ | ------- | ------- |
|                            | 1.                         | «Единая Россия»            | 57 160               | 29,46 %              | ▼9,46 %              | 5 (▼2)               | 18 (▲4)                    | 23            | ▲2     | 71,88 % | ▲6,25 % |
|                            | 2.                         | КПРФ                       | 38 443               | 19,81 %              | ▲0,28 %              | 2 (▼1)               | 0 (▬)                      | 2             | ▼1     | 6,25 %  | ▼3,13 % |
|                            | 3.                         | «Справедливая Россия»      | 30 581               | 15,76 %              | ▼0,35 %              | 2 (▼1)               | 1 (▼1)                     | 3             | ▼2     | 9,38 %  | ▼6,25 % |
|                            | 4.                         | ЛДПР                       | 17 445               | 8,99 %               | ▼8,30 %              | 1 (▼2)               | 0 (▬)                      | 1             | ▼2     | 3,13 %  | ▼6,25 % |
|                            | 5.                         | Новые люди                 | 16 231               | 8,37 %               | ↗8,37 %              | 1 (↗1)               | —                          | 1             | ↗1     | 3,13 %  | ↗3,13 % |
|                            | 6.                         | Партия пенсионеров         | 11 247               | 5,80 %               | ↗5,80 %              | 1 (↗1)               | 0 (вперв.)                 | 1             | ↗1     | 3,13 %  | ↗3,13 % |
|                            |                            |                            |                      |                      |                      |                      |                            |               |        |         |         |
|                            | 7.                         | «Яблоко»                   | 7437                 | 3,83 %               | ▼1,00 %              | 0 (▬)                | 0 (▬)                      | 0             | ▬      | 0 %     | ▬       |
|                            | 8.                         | Коммунисты России          | 6367                 | 3,28 %               | ↗3,28 %              | 0 (вперв.)           | 0 (вперв.)                 | 0             | вперв. | 0 %     | вперв.  |
|                            | 9.                         | Зеленая альтернатива       | 2952                 | 1,52 %               | ↗1,52 %              | 0 (вперв.)           | —                          | 0             | вперв. | 0 %     | вперв.  |
|                            |                            | Зеленые                    | —                    | —                    | —                    | —                    | 0 (вперв.)                 | 0             | вперв. | 0 %     | вперв.  |
|                            |                            | Самовыдвижение             |                      |                      |                      |                      | 1 (▲1)                     | 1             | ▲1     | 3,13 %  | ▲3,13 % |
| Недействительные бюллетени | Недействительные бюллетени | Недействительные бюллетени | 6149                 | 3,17 %               | ▼0,14 %              |                      |                            |               |        |         |         |
| Всего                      | Всего                      | Всего                      | 194 012              | 100 %                | —                    | 12 (▼4)              | 20 (▲4)                    | 32            | ▬      | 100 %   | —       |